# هانس فيشر
هانس فيشر (بالألمانية: Hans Fischer) هو كيميائي ألماني مختص في الكيمياء العضوية. ولد في 27 جويلية 1881 وتوفي في 31 مارس 1945.
كان والده يدرس في معهد تقني بشتوتغارت. بدأ دراسته في شتوتغارت وووسيبدن ثم درس الكيمياء والطب في جامعتي بازل وماربورغ.
عمل أولا في مشفى طبي في ميونخ ثم في معهد برلين للكيمياء وعمل فيه تحت إدارة إميل فيشر. عاد إلى ميونخ في سنة 1911 حيث عمل في مجال الطب. في سنة 1913 أصبح محاضرا في الفيزيولوجيا في معهد ميونخ للفيزيولوجيا.
في سنة 1916 أصبح أستاذ كيمياء طكبية في جامعة إنسبروك ثم في جامعة فيينا سنة 1918. في سنة 1921 وإلى وفاته درس الكيمياء العضوية في جامعة ميونخ التقنية.
تحصل على جائزة نوبل في الكيمياء لسنة 1930.

## روابط خارجية
- هانس فيشر على موقع الموسوعة البريطانية (الإنجليزية)
- هانس فيشر على موقع إن إن دي بي (الإنجليزية)